# Gloria (película de 2013)
Gloria es una película de comedia dramática y romance chilena dirigida por Sebastián Lelio y escrita por Gonzalo Maza. El filme, que fue estrenado el 10 de febrero de 2013 en el Festival Internacional de Cine de Berlín, relata la vida de una mujer que entra a una nueva etapa al cumplir 58 años, y que busca el amor tras su separación. La cinta cuenta con un reparto encabezado por Paulina García y Sergio Hernández.
En septiembre de 2013, el filme fue seleccionado para representar a Chile en las competiciones por los Premios Óscar y los Goya.

## Argumento
Gloria Cumplido (Paulina García) tiene 58 años y está sola en la vida. Para compensar el vacío, llena sus días de actividades y por las noches busca el amor en el mundo de las fiestas para solteros adultos, donde solo consigue perderse en una serie de aventuras sin sentido. Esta frágil felicidad en la que vive se altera cuando conoce a Rodolfo (Sergio Hernández), un hombre de 65 años, recientemente separado, que se obsesiona con ella. Gloria comienza un romance, pero éste se complica por la enfermiza dependencia de Rodolfo hacia sus hijas y su exmujer. Esta relación, a la que Gloria se entrega porque intuye que podría ser la última, acabará por hacerla estrellarse contra la cruel realidad del mundo. Gloria deberá reconstruirse para enfrentar con nuevas fuerzas su definitiva entrada a la vejez.

### Guion
El director, antes de escribir esta película junto a Gonzalo Maza, se inspiró en su madre y en su generación, que considera que no ha sido abordada, ya que hay una suerte de obsesión con la juventud. En la capital alemana, declaró que existe una conexión especial entre Gloria y la realidad local: «Chile se ha modernizado a tropezones, su contrato social es caduco. Hay una sociedad nueva que exige educación y salud gratis» y «hay un cordón umbilical invisible entre ella y su sociedad».
Lelio sostiene que Gloria es un personaje casi universal: «A esa edad se abre ahora un nuevo capítulo, un nuevo episodio de vida. El mundo está lleno de Glorias, no sólo en Chile sino en España, en Francia, en Alemania. La película reivindica los derechos de esa generación a seguir viviendo, bailando, con el convencimiento de que aún queda mucho camino por delante», manifestó.

## Estreno
La película obtuvo el premio Cine en Construcción del Festival de San Sebastián 2012 y representó a Chile en el de Berlín 2013, con gran éxito por parte de la crítica. Paulina García obtuvo el Oso de Plata a la mejor actuación femenina.
Sebastián Lelio, refiriéndose a la acogida en Berlín, declaró: «Han sido súper positivos, entusiastas, estamos realmente contentos y sorprendidos». Sobre la ovación que recibió Paulina García, quien además fue recibida por la prensa como «la Meryl Streep de América Latina», el cineasta aseguró «Es súper emocionante porque quiere decir que la gente está conectando con la película, se está reconociendo en el personaje que García interpreta con tanto talento, de alguna forma la película logra conectar y tocar a las personas, entonces eso es muy lindo».

## Reparto
- Paulina García es Gloria Cumplido.
- Sergio Hernández es Rodolfo Fernández.
- Alejandro Goic es Daniel Hurtado, exesposo de Gloria.
- Luz Jiménez es Victoria, es la ayudante de Gloria.
- Coca Guazzini es Luz, es la amiga de Gloria.
- Hugo Moraga es Antonio, es el esposo de Luz.
- Diego Fontecilla es Pedro Hurtado, hijo mayor de Gloria y Daniel.
- Fabiola Zamora es Ana Hurtado, hija de Gloria y Daniel.
- Cristián Carvajal es Cristián, el vecino de Gloria.
- Liliana García es Flavia, la mujer de Daniel.
- Marcela Said es Marcela, mujer que conoce a Gloria en casino.
- Pablo Krögh es Pablo, el novio de Marcela.
- Marcial Tagle es el hombre que conoce a Gloria.
- Antonia Santa María es María, la hija de Luz.
- Álvaro Viguera es novio de María.
- Eyal Meyer es Theo, el novio de Ana.
- Tito Bustamante es Joaquín.
- Pablo Aguilera es él mismo.

## Recepción

### Críticas

#### Festival Internacional de Cine de Berlín
Gloria, la conmovedora historia de una mujer de mediana edad en busca del amor y la aventura que se desarrolla en el Santiago de hoy, provocó comparaciones con Woody Allen por la intimidad de las relaciones y con Meryl Streep por la fascinante interpretación de la actriz Paulina García.
Alin Tasciyan, vicepresidenta del gremio internacional de la crítica (Fipresci), comentó que Gloria tiene «un texto maravilloso y una excelente interpretación de la protagonista». Nick James, editor de la sexagenaria revista inglesa Sight & Sound del British Film Institute, se refirió a ella como la «primera película sobresaliente del festival. La mejor que he visto hasta el momento». El crítico argentino Diego Lerer afirmó que la cinta recibió «una de las mayores ovaciones que se recuerden en la historia de la competición oficial», mientras que su colega del Buenos Aires Herald calificó a la actriz protagónica de «Meryl Streep de Latinoamérica».
En el sondeo sobre los largometrajes en competencia en la Berlinale publicado por la revista de la industria cinematográfica Screen, la cinta chilena fue la que tuvo más puntos desde que se inició el concurso.
La cinta ha sido destacada, entre otros, por los periódicos y revistas Variety —que destaca la «magnífica interpretación de Paulina García»— The Hollywood Reporter, La Razón, El País de España, que la describió como una notable tragicomedia chilena, y O Estado de Sao Paulo, que definió a Paulina García como «una actriz fuera de serie que merece el premio por su interpretación», y agregó que el filme «aborda con franqueza la soledad y el sexo en la edad madura».

### Comercial
La compañía francesa Funny Balloons ha asegurado una amplia distribución a Gloria. Roadside Attractions anunció el lunes 11 de febrero de 2013 que había adquirido los derechos de la película en Estados Unidos. Se ha garantizado también su distribución en el Reino Unido (Red de Liberación), países de habla alemana (Alamode Film), Suiza (Zurich Filmcoopi), Grecia y Chipre (Strada Film), ex-Yugoslavia (Película Descubrimiento y distribución de vídeo) y Chile (Distribución BF). Francia (Ad Vitam), Benelux (Benelux Wild Bunch), España (Vértigo), Brasil (Imovision), Colombia/Ecuador (Babilla Cine) y América Latina adquirieron los derechos de televisión (televisión LAP), que fueron vendidos antes del estreno en el Festival de Berlín. Peter Danner de Funny Balloons dijo a la revista estadounidense Variety que está estudiando ofertas de 25 países y que convertirá a Gloria en uno de los mayores éxitos de cinearte.

## Premios y nominaciones
| Premio                                          | Categoría                                                           | Nominado(s)                    | Resultado |
| ----------------------------------------------- | ------------------------------------------------------------------- | ------------------------------ | --------- |
| Festival Internacional de Cine de San Sebastián | Premio Cine en Construcción                                         | Sebastián Lelio                | Ganador   |
| Festival Internacional de Cine de Berlín        | Oso de Oro                                                          | Sebastián Lelio                | Nominado  |
| Festival Internacional de Cine de Berlín        | Mejor interpretación femenina                                       | Paulina García                 | Ganador   |
| Festival Internacional de Cine de Berlín        | Premio del Jurado Ecuménico                                         | Sebastián Lelio                | Ganador   |
| Festival Internacional de Cine de Berlín        | Premio Gilde de la Asociación de Salas de Arte y Ensayo de Alemania | Sebastián Lelio                | Ganador   |
| Premios Pedro Sienna                            | Mejor película                                                      |                                | Ganador   |
| Premios Pedro Sienna                            | Mejor actriz principal                                              | Paulina García                 | Ganador   |
| Premios Pedro Sienna                            | Mejor guion                                                         | Sebastián Lelio, Gonzalo Maza  | Ganador   |
| Premios Pedro Sienna                            | Mejor dirección                                                     | Sebastián Lelio                | Nominado  |
| Hawaii International Film Festival              | Mejor película                                                      | Sebastián Lelio                | Nominado  |
| Hawaii International Film Festival              | Mejor actriz                                                        | Paulina García                 | Ganador   |
| Premios Independent Spirit                      | Mejor película extranjera                                           | Sebastián Lelio                | Nominado  |
| Premios Platino                                 | Mejor película                                                      | Sebastián Lelio                | Ganador   |
| Premios Platino                                 | Mejor director                                                      | Sebastián Lelio                | Nominado  |
| Premios Platino                                 | Mejor actriz                                                        | Paulina García                 | Ganador   |
| Premios Platino                                 | Mejor guion                                                         | Sebastián Lelio, Gonzalo Maza  | Ganador   |
| Premios Ariel                                   | Mejor película iberoamericana                                       | Sebastián Lelio                | Ganador   |
| Premio Altazor                                  | Dirección Cine Ficción                                              | Sebastián Lelio                | Ganador   |
| Premio Altazor                                  | Guion                                                               | Sebastián Lelio y Gonzalo Maza | Ganador   |
| Premio Altazor                                  | Actor Cine                                                          | Sergio Hernández               | Nominado  |
| Premio Altazor                                  | Actriz Cine                                                         | Paulina García                 | Ganador   |